# ائتلاف نساء حيفا
ائتلاف نساء حيفا هو ائتلاف من أربع منظمات نسوية في مدينة حيفا الإسرائيلية: جمعية إشا لإشا (مركز حيفا النسوي)، كيان (منظمة نسوية)، مركز حيفا لأزمة الاغتصاب ، وأصوات . يعمل الائتلاف من أجل التوعية بحقوق المرأة ويدعم النساء من ضحايا العنف المنزلي والجنسي. تعمل النساء اليهوديات والعربيات في إسرائيل تحت سقف واحد، مما يخلق نقطة اتصال لنساء شمال إسرائيل من جميع الخلفيات.